# Neugernsdorf
Neugersndorf est une commune rurale de Thuringe (Allemagne), située dans l'arrondissement de Greiz. Elle fait partie de la Communauté d'administration Leubatal (Verwaltungsgemeinschaft Leubatal).

## Géographie

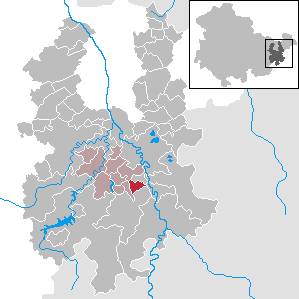
Situation de la commune (en rouge) dans l'arrondissement

Neugernsdorf est située au centre de l'arrondissement, au cœur du Vogtland thuringeois, au nord des Monts de Thuringe,dans la vallée de l'Elster Blanche. La commune appartient à la communauté d'administration Leubatal et se trouve à 11 km au nord-ouest de Greiz, le chef-lieu de l'arrondissement.
Communes limitrophes (en commençant par le nord et dans le sens des aiguilles d'une montre) : Wildetaube, Berga/Elster (village de Tschirma), Neumühle/Elster, Langenwetzendorf (villages de Nitschareuth et Dasslitz) et Kühdorf.

## Histoire
La première mention de Neugernsdorf date de 1413. De grandes carrières d'ardoise sont exploitées près de Neugernsdorf depuis très longtemps.
Neugersndorf a fait partie de la principauté de Reuss branche aînée (cercle de Greiz) jusqu'en 1918. Le village a ensuite été intégré au land de Thuringe en 1920 (arrondissement de Greiz). Après la seconde Guerre mondiale, la commune rejoint la zone d'occupation soviétique puis la République démocratique allemande en 1949 (district de Gera, arrondissement de Greiz).
Jusqu'en 1996, Neugernsdorf a formé une communauté d'administration avec la commune de Neumühle/Elster.

## Démographie
Commune de Neugernsdorf :
| 1910 | 1933 | 1939 | 1995 | 2000 | 2005 | 2010 |
| ---- | ---- | ---- | ---- | ---- | ---- | ---- |
| 226  | 242  | 243  | 184  | 170  | 161  | 161  |

## Communications
La commune est située sur la route nationale B92 Gera-Greiz.